# Olive Yang
Pour les articles homonymes, voir Yang.
Olive Yang (chinois : 楊金秀 ; pinyin : Yáng Jīnxiù), également connue sous le nom de Yang Kyin Hsiu, surnommée Miss Hairy Legs et Uncle Olive, née le 24 juin 1927 en Birmanie britannique et morte le 13 juillet 2017 dans le Kokang, est une trafiquante d'opium chinoise. Elle est la sœur de Sao Edward Yang Kyein Tsai, le saopha de Kokang, un état de Birmanie de 1949 à 1959.

## Biographie
Olive Yang naît le 24 juin 1927 dans le nord de l’État shan, en Birmanie britannique. Elle fait ses études à l'école du couvent des Anges gardiens de Lashio.
De 1948 à 1950, elle est mariée contre son grès à Twan Sao Wen, le fils du chef de Tamaing, avec lequel elle a un fils en 1950, Duan Jipu (chinois : 段 吉卜). Elle fuit ce mariage et à 19 ans, elle organise une armée de plus d’un millier de soldats Kokangs, surnommés les Olive’s Boys.
Avec son armée, elle consolide le contrôle des routes commerciales de l’opium des hautes aux basses terres. Elle domine le commerce de l’opium de Kokang de la fin de la Seconde Guerre mondiale au début des années 1960. Dans les années 1950, après la défaite des nationalistes et leur expulsion de Chine continentale, elle s’associe au parti politique Kuomintang pour établir des routes commerciales d’opium le long du Triangle d'or, en Asie du Sud-Est.
À partir des années 1950 jusqu’au milieu des années 1960, elle est commandant des Kokang Kakweye (« Forces de défense du peuple »). Elle est alors une figure éminente du trafic d'opium et du commerce de l’or.En 1962, elle est arrêtée avec son frère Jimmy, député à Rangoun, par les autorités birmanes, qui les retire du pouvoir et place le territoire de Kokang sous administration birmane,. Elle est emprisonnée à la prison d'Insein et libérée en 1968.
À la fin des années 80, elle est recrutée par Khin Nyunt pour aider à négocier des cessez-le-feu avec des groupes ethniques rebelles.
Après sa libération, elle passe ses dernières années en tant que religieuse. En 2003, après une période de maladie chronique, elle retourne à Kokang, où elle vit jusqu'à sa mort à l'âge de 90 ans, le 13 juillet 2017.

### Genre
Pour ses proches, le choix de devenir un seigneur de la guerre local découle d'une volonté d'échapper au rôle d'épouse et de mère. Cette non-conformité aux normes de genre qui lui vaudra le surnom de « Miss Hairy legs ». Son frère Francis témoignera plus tard : « Nous lui demandions pourquoi elle ne voulait pas porter de vêtements féminins, ou pourquoi il fallait qu'elle se coupe les cheveux courts, nous lui criions après parce qu'elle courrait après les femmes (...)  À l'époque, nous ne savions rien des femmes ou des transsexuels. »
Dans les années 1960, Yang, qui se considère comme lesbienne, aura plusieurs relations amoureuses avec des femmes, notamment avec l'actrice Wah Wah Win Shwe,  et avec la reine de beauté Karen Louisa Benson Craig, dans le cadre d'un triangle amoureux avec son frère Kenneth,.
Au cours des dernières années de sa vie, elle manifestera auprès de ses proches le désir d'être adressée par un qualificatif masculin, « Oncle Olive ».